# Division No 9 (Saskatchewan)
Pour les articles homonymes, voir Division No 9.
La Division No 9 est l'une des 18 divisions de recensement de la province de la Saskatchewan au Canada telles que définies par Statistique Canada. Elle se situe dans l'Est de la province à la frontière avec le Manitoba. La plus grande communauté de la région par la population est Yorkton. Lors du recensement de 2016, la Division No 9 avait une population de 35 634 habitants.

## Sous-divisions
Les sous-divisions de recensement suivantes se trouvent à l'intérieur de la Division No 9.
Cité
- Yorkton

Villes
- Canora
- Kamsack
- Norquay
- Preeceville
- Springside
- Stugis

Villages
- Arran
- Buchanan
- Calder (en)
- Saskatchewan
- Endeavour
- Hyas (en)
- Invermay (en)
- Lintlaw (en)
- Pelly
- Rama (en)
- Rhein (en)
- Sheho (en)
- Stenen (en)
- Theodore (en)
- Togo

Municipalités rurales
- Calder No 241 (en)
- Wallace No 243 (en)
- Orkney No 244 (en)
- Garry No 245 (en)
- Cote No 271
- Sliding Hills No 273 (en)
- Good Lake No 274 (en)
- Insinger No 275 (en)
- St. Philips No 301
- Keys No 303 (en)
- Buchanan No 304 (en)
- Invermay No 305 (en)
- Livingston No 331 (en)
- Clayton No 333 (en)
- Preeceville No 334 (en)
- Hazel Dell No 335 (en)

Réserves indiennes
- Première Nation Cote (en)
  - Cote 64
- Première Nation Keeseekoose (en)
  - Keeseekoose 66
  - Keeseekoose 66A
  - Keeseekoose 66-CA-04
  - Keeseekoose 66-CA-05
  - Keeseekoose 66-KE-04
  - Keeseekoose 66-KE-05
- Première Nation The Key (en)
  - The Key 65